# Detektivska priča
Detektivska priča (eng. Detective Story) je američki film noir iz 1951. godine čija radnja prikazuje jedan dan u životima različitih ljudi, uglavnom detektiva iz 21. policijske postaje u New Yorku. U filmu su glavne uloge ostvarili Kirk Douglas, George Macready, Eleanor Parker, William Bendix i Cathy O'Donnell. Glumica Lee Grant i glumac Joseph Wiseman svojim su nastupom upravo u ovom filmu ostvarili glumačke debije. Film je adaptacija istoimenog kazališnog komada autora Sidneyja Kingsleyja, a scenarij su napisali Robert Wyler i Philip Yordan. Film je nominiran u četiri kategorije za prestižnu nagradu Oscar, a režirao ga je William Wyler.
Ogorčeni policajac, detektiv Jim McLeod (Douglas) predvodi niz ostalih likova u sivilom ispunjenoj dnevnoj borbi detektiva s uličnim razbojnicima. Uskoro će otkriti da ga njegova opsesivna potraga za dr. Schneiderom koji zarađuje novac obavljajući ilegalne pobačaje vodi do vlastite supruge za koju otkriva da je i sama bila na pobačaju. Ostali likovi koji kroz jedan dan prolaze kroz policijsku postaju uključuju mladog lopova, par provalnika i naivnu kradljivicu. 

## Radnja
Film započinje uhićenjem kradljivice (Lee Grant) i njezinim dovođenjem u 21. policijsku postaju u New Yorku. Izvan stanice, detektiv Jim McLeod (Kirk Douglas) dijeli romantični trenutak sa svojom suprugom Mary (Eleanor Parker) i njih dvoje raspravljaju o djeci koju planiraju imati. On se uskoro vraća u postaju kako bi procesuirao mladog lopova Arthura Kindreda (Craig Hill).
Nedugo potom McLeod se susreće s Endicottom Simsom (Warner Anderson), odvjetnikom "nizozemca" Karla Schneidera (George Macready), doktora iz New Jerseyja koji je ostao bez dozvole i kojeg se sumnjiči za ubojstvo. Sims obavještava poručnika Monahana (Horace McMahon) da se Schneider želi predati kako bi izbjegao McLeodeov bijes, a koji je navodno krenuo u gnjevnu akciju protiv doktora za kojeg se sumnja da radi ilegalne pobačaje. McLeod izražava svoju mržnju prema Schneideru (i zapravo svim kriminalcima) smatrajući da je zakon uvijek na njihovoj strani.
Uskoro u postaju dolaze dvojica provalnika - Charley Gennini (Joseph Wiseman) i Lewis Abbott (Michael Strong). Uz pomoć svog partnera Brodyja (William Bendix), McLeod ispituje dvojicu muškaraca i uspijeva natjerati Abbotta da se okrene protiv Genninija. Daljnja istraga dokazuje da je Gennini pravi lopov, a kada dođu do njegovog dosjea otkrivaju da je počinio mnogo teže prekršaje od obične krađe. 
Kada Schneider u pratnji Simsa dođe u stanicu, McLeod ga obavještava da će se na prepoznavanju suočiti sa svojom asistenticom gđicom Hatch (Gladys George). Na McLeodovo gađenje, Schneider je već ranije podmitio gđicu Hatch s krznenim kaputom pa ga ona ne izdvoji na prepoznavanju. McLeod pobijesni i naziva gđicu Hatch lažljivicom prije nego što je izbaci iz stanice. Priznaje Joeu Feinsonu (Luis Van Rooten) da ga njegova mržnja prema vlastitom ocu i njegovom "kriminalnom umu" (zbog kojeg je njegova supruga završila u umobolnici) tjeraju da bude grub prema svim prijestupnicima.
McLeod nakon toga vodi Schneidera u bolnicu Bellevue gdje se nalazi mlada Schneiderova žrtva. Međutim, na putu do bolnice McLeod saznaje da je djevojka preminula, a bez nje više ne postoji slučaj protiv Schneidera. Na putu natrag do postaje, Schneider prijeti McLeodu s informacijama koje navodno ima protiv detektiva. McLeod na to odgovara šamaranjem i udaranjem Schneidera dok se ovaj skoro ne onesvijesti. Dok ambulantna kola dolaze po Schneidera, on poručniku Monahanu spominje prezime "Giacoppetti" i jednu ženu koji su navodno povezani s McLeodom. Kada Sims započne ispitivati McLeoda i Monahana o detaljima cijelog slučaja, Monahan - bez prisustva McLeoda - kaže da se radi o Mary McLeod.
Za to vrijeme u postaju dolazi Arthurov šef Albert R. Pritchett (James Maloney) kako bi podigao optužnicu protiv Arthura. Stara prijateljica njegove obitelji, Susan (Cathy O'Donnell) također dolazi i daje Pritchettu 120 dolara koje je uspjela namaknuti kako gospodin Pritchett ipak ne bi podignuo optužnicu protiv njezinog prijatelja. McLeod naziva Arthura lopovom, ali ona svejedno moli Pritchetta i kune se da će mu ostatak ukradenog novca vratiti sljedeći dan. Arthur je ukrao novce kako bi platio večeru za svoju bivšu djevojku u očajničkom pokušaju da je dobije natrag. Brody simpatizira Arthura i razgovara s Pritchettom te ga nagovara da uzme novac od Susan. Međutim, ljutit zbog Brodyjevog djelovanja, McLeod ipak uspije nagovoriti Pritchetta da podigne optužnicu govoreći da prvo kriminalno djelo uvijek stvara pravog kriminalca (daje za primjer Genninija) te da im se nikada ne smije pokazati milost.
U postaju uskoro dolazi Mary McLeod i razgovara s poručnikom Monahanom oko poznanstva s Giacoppettijem - njezinog bivšeg dečka - i Schneiderom. Ona u početku poriče da ih poznaje, ali kada u ured uđe sam Giacoppetti, ona se rasplače. Giacoppeti, pod nagovorom Monahana, priznaje da je Mary zatrudnjela dok su se njih dvoje viđali i da je otišla kod doktora Schneidera na pobačaj.
Mary uskoro sve priznaje i svome suprugu i moli za njegov oprost, ali je on brutalno odbija i govori da bi radije da umre sam nego da otkrije da mu je žena "drolja" te je također upita je li  doktor Schneider kriv za to što njih dvoje sada ne mogu imati djece. Šokirana i duboko povrijeđena Jimovom reakcijom, Mary napušta postaju u suzama.
Kasnije toga dana Mary ponovno dolazi u postaju kako bi se oprostila od McLeoda, a on je moli da ostanu zajedno. Mary pristaje, ali nakon Simsovog komentara o Marynom ljubavnom životu, McLeod ponovno poludi i upita je s koliko je muškaraca bila prije nego što su se njih dvoje upoznali te joj govori da ne može prestati u glavi vrtiti "njezine prljave slike". Nazivajući ga okrutnim i osvetoljubivim, Mary zauvijek ostavlja McLeoda ne želeći "završiti u mentalnoj ustanovi". Zaklinje se da ga više nikada ne želi vidjeti.
U međuvremenu pljačkaš Gennini iskorištava metež koji nastaje kada jedna žena vrišteći utrčava u postaju i govori da je opljačkana te uzima pištolj jednog od policajaca i nekoliko puta upuca McLeoda. McLeodove posljednje riječi upućene su za njegovu suprugu koju moli za oprost, a od ostalih kolega traži da budu blagi prema Arthuru Kindredu. Nakon što umre, uznemireni Brody oslobađa Arthura i govori mu da mu je bolje da od njega ne napravi majmuna. Arthur i Susan (koji su nedugo prije toga jedno drugome izjavili ljubav) napuštaju postaju dok Monahan istovremeno zove svećenika, a Joe medije kako bi ih obavijestio o McLeodeovoj smrti.

## Glumačka postava
| - Kirk Douglas kao detektiv Jim McLeod - Eleanor Parker kao Mary McLeod - William Bendix kao detektiv Lou Brody - Cathy O'Donnell kao Susan Carmichael - George Macready kao Dr. Karl Schneider - Horace McMahon kao poručnik Monaghan - Gladys George kao Miss Hatch - Joseph Wiseman kao Charley Gennini, provalnik - Lee Grant kao kradljivica - Gerald Mohr kao Tami Giacoppetti | - Frank Faylen kao detektiv Gallagher - Craig Hill kao Arthur Kindred - Michael Strong kao Lewis Abbott - Luis Van Rooten kao Joe Feinson - Bert Freed kao detektiv Dakis - Warner Anderson kao Endicott Sims - Grandon Rhodes kao detektiv O'Brien - Russell Evans kao Patrolman Barnes - James Maloney kao Albert R. Pritchett |

## Produkcija
Filmska verzija izostavlja detalje iz kazališnog komada koji se odnose na kriminalno podzemlje i opasnost policijskog posla.
Tijekom produkcije film je imao određenih problema s Produkcijskim kodom. Produkcijski kod nije dopuštao ubijanje policajaca niti bilo kakve reference na pobačaje. Joseph Breen predložio je da se eksplicitne reference na pobačaj zamijene izrazom "farma beba". Međutim, kada je film pušten u kino distribuciju, kritičari su svejedno interpretirali dr. Schneidera kao osobu koja provodi ilegalne pobačaje. Breen i William Wyler predložili su MPAA-u da ublaže kod i dopuste ubijanje policajca ako je isto apsolutno neophodno za razvoj radnje. Svi su se složili pa je ubojstvo policajca na kraju filma ostalo kao i u predstavi.

## Nagrade i nominacije

### Oscar
Film Detektivska priča imao je 4 nominacije za prestižnu nagradu Oscar, ali nije osvojio niti jednu.
- Najbolji redatelj - William Wyler
- Najbolja glumica - Eleanor Parker
- Najbolja sporedna glumica - Lee Grant
- Najbolji adaptirani scenarij - Robert Wyler i Philip Yordan

### Zlatni globus
Film Detektivska priča imao je 3 nominacije za nagradu Zlatni globus, ali nije osvojio niti jednu.
- Najbolji film (drama)
- Najbolji glumac (drama) - Kirk Douglas
- Najbolja sporedna glumica - Lee Grant

## Vanjske poveznice
- Detektivska priča u internetskoj bazi filmova IMDb-a
- Detective Story trailer filma na YouTube